# Korach Mór
Korach Mór vagy Maurizio Korach, Marcello Cora (Miskolc, 1888. február 8. – Budapest, 1975. november 27.) 1912–1952 között Olaszországban élt Kossuth-díjas vegyészmérnök, a műszaki tudomány doktora (1952), a Magyar Tudományos Akadémia rendes tagja, eszperantista. A szilikátipari műszaki kémiát tudományos alapokra helyező, az olasz kerámiaipari technológiát megújító tudós, 1953 és 1957 között az Építőanyag-ipari Központi Kutatóintézet, 1960 és 1968 között a Műszaki Kémiai Kutatóintézet alapító igazgatója volt. Komját Aladár (1891–1937) költő, lapszerkesztő és Kenyeres Júlia (1895–1958) publicista bátyja.

## Életútja
Korach Fülöp adótiszt és Singer Berta fia. Középiskolai tanulmányait a fiumei állami főgimnáziumban végezte el 1907-ben, majd a budapesti József Műegyetemen szerzett vegyészmérnöki oklevelet 1911-ben, Wartha Vince tanítványaként. Egyetemi évei alatt bekapcsolódott a baloldali diákmozgalomba, s 1908-tól 1911-ig a Galilei Kör alelnökeként tevékenykedett. Ugyanezekben az években a padovai és a bolognai egyetemeken hallgatott fizikát, matematikát és germanisztikát. 1911-ben behívták katonai szolgálatra, amelynek során meggyőződéses pacifista lett. Leszerelése után, miután a háborúra készülődő Monarchia külpolitikája elriasztotta, 1912-ben politikai okokból kivándorolt Olaszországba. 1913–1915-ben a padovai egyetem ásványtani intézetének tanársegédje, 1915–1916-ban a faenzai Torricelli Líceum tanára volt. 1916-ban a faenzai Nemzetközi Kerámiai Múzeum kerámiaművészeti szakiskolájának alapító tanára lett, s itt oktatott 1932-ig, egyúttal az intézmény műszaki szekcióját és kutatólaboratóriumát is vezette. Az 1910-es–1920-as évek fordulóján baloldali kapcsolatait mozgósítva segítette a Tanácsköztársaság leverése után emigrált magyarok – köztük testvérei, Kenyeres Júlia és Komját Aladár – olaszországi elhelyezkedését. 1924-től a bolognai egyetemen is oktatott, 1925-től a vegyipari üzemtani tanszék vezetőjeként.
1938-ban politikai okokból elhagyta Olaszországot, s 1940-ig Hollandiában és Nagy-Britanniában dolgozott. 1940-ben visszatért az olaszországi Milánóba, s egy szigetelőanyagok gyártására specializálódott kutatólaboratórium munkáját irányította. 1943-ban bekapcsolódott az ellenállási mozgalomba, hamarosan azonban letartóztatták és a milánói San Vittore fegyház foglya lett. Itt lépett be 1945 elején az Olasz Kommunista Pártba. Kiszabadulását követően, 1945-től 1948-ig az Olasz Kommunista Párt milánói kulturális központjának vezetője volt, egyidejűleg 1945 és 1950 között ismét a bolognai egyetemen oktatott. 1948-ban egyik közeli munkatársával Faenzában kemencetervező irodát alapított, s ennek ügyeit irányította.

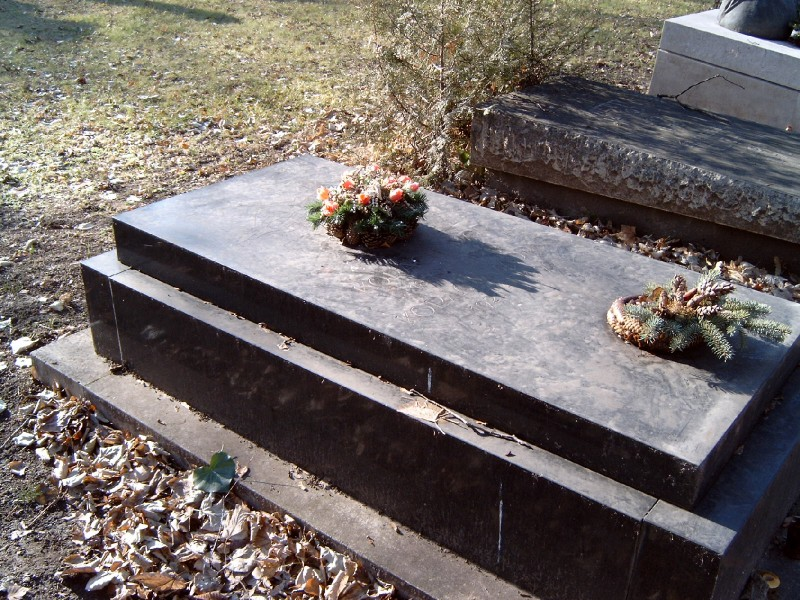
Korach Mór sírja a budapesti Kerepesi temetőben (34/2-1-29.)

1952-ben a magyar kormányzat hívására visszatért Magyarországra, s 1953-tól 1957-ig az általa szervezett Építőanyag-ipari Központi Kutatóintézet igazgatói posztját töltötte be. 1956-ban kinevezték a Budapesti Műszaki Egyetemre, a vegyipari és mezőgazdasági ipari gépek tanszékének egyetemi tanárává, 1957-től 1963-ig pedig a kémiai technológiai tanszék vezetője volt. Ezzel párhuzamosan, szervezőmunkájának köszönhetően 1960-ban létrejött a Műszaki Kémiai Kutatóintézet, amelynek igazgatói feladatait látta el 1968-ig, azt követően haláláig az intézmény tudományos főtanácsadója volt.

## Munkássága
Tudományos érdeklődése és gyakorlati munkássága elsősorban a kerámia- és szilikátipari vegyészet és technológia különböző kérdéseire irányult. Az Olaszországban töltött évtizedek során behatóan vizsgálta a kerámiai nyersanyagok és a fajanszfesték vegyi összetételét, s nagyban hozzájárult a kerámiagyártási eljárások fejlődéséhez, az olasz kerámiaipar felemelkedéséhez. 1928-ban Faenzában ő tervezte és építette meg az első, finomkerámiai termékek ipari mennyiségű égetésére alkalmas elektromos alagútkemencét. Tanítványával, Antonino dal Borgóval közösen kikísérletezték a csempekészítés új eljárását, találmányuk eredményeként az addigi préseléses csempegyártási technológiát visszaszorította az általuk kidolgozott, gazdaságosan előállítható öntött csempe, az ún. kervitcsempe elterjedése. Kidolgozta az általa szendvicségetésnek elnevezett gyorségetési eljárást, s G. G. Dragóval 1948-ban szabadalmaztatták az ezen a technológián alapuló első szendvicskemencét. Kerámiaipari eredményei mellett új módszereket dolgozott ki a szigetelő kerámiaanyagok gyártására, 1933-ban ő állította elő a jó szigetelőtulajdonságú cordieritporcelánt.
Elméleti tudósként kidolgozta a műszaki kémia fejlődéstörvényeit, elméleti alapvetését és módszertanát, sikerrel alkalmazott matematikai rendszereket (gráf- és mátrixelmélet) a kémiai technológiai folyamatok modellezésére. Olaszországban és Magyarországon egyaránt sokat tett a vegy- és szilikátipari kémiai technológia oktatási és kutatási hátterének megteremtéséért, szervezőmunkájának köszönhetően állt fel hazánkban az első műszaki kémiai kutatóintézet. Kiterjedt publikációs tevékenysége mellett szerkesztőbizottsági tagja volt az Építőanyag, Kémiai Közlemények, Acta Chimica, Tudománytani Szemelvények folyóiratoknak.
Saját kedvtelésére ifjúkorától kezdve foglalkozott versírással, műfordítással, eszperantó nyelvészettel és festészettel is, olaszországi évei alatt Marcello Cora néven jelentek meg olasz nyelvű szépirodalmi művei, főként novellái és meséi (magyar nyelvű válogatásuk 1982-ben jelent meg Emberarc címen).

## Társasági tagságai és elismerései
1956-ban a Magyar Tudományos Akadémia levelező, 1958-ban rendes tagjává választották. 1958-tól töltötte be az Építőanyag-ipari (utóbb Szilikátipari) Tudományos Egyesület elnöki, majd tiszteletbeli elnöki tisztét, továbbá elnöke volt az Aranydiplomás Mérnökök Körének, a Műszaki és Természettudományi Egyesületek Szövetsége Tudományok Tudománya Körének. Számos külföldi és nemzetközi társaság meghívta tagjai sorába: 1968-tól a londoni Tudományok Tudománya Alapítvány (Science of Science Foundation), 1971-től a genfi Nemzetközi Kerámiai Akadémia (Académie internationale de la céramique), 1972-től a Bolognai Tudományos Akadémia (Accademia delle scienze dell’Istituto di Bologna) és az Olasz Kerámiai Egyesület (Società ceramica italiana) tiszteleti tagja volt.
Tudományos érdemei elismeréseként 1958-ban Kossuth-díjat, 1969-ben Akadémiai Aranyérmet vehetett át. 1967-ben a Budapesti Műszaki Egyetem, 1968-ban a Leningrádi Technológiai Intézet (Ленинградский технологический институт) díszdoktorává avatták, 1975-ben pedig Faenza városa díszpolgárává fogadta.

## Főbb művei
- Elementi di tecnologia ceramica I–III. Faenza, Museo delle ceramiche, 1928, 51 + 48 + 83 p.
- On methodological problems of technology. in: Periodica Polytechnica 1958. 145–171.
- Általános kémiai technológia. Budapest, Tankönyvkiadó, 1964, 152 p. (Bucsy Ivánnal)
- Kémiai technológia. Budapest, Tankönyvkiadó, 1964, 218 p. (Bucsy Ivánnal)
- Általános kémiai technológia. Budapest, Tankönyvkiadó, 1967, 327 p.
- Wartha Vince. Budapest, Akadémiai, 1974, 227 p. (Móra Lászlóval) = A Múlt Magyar Tudósai.
- Kémiai technológiai rendszerek gráfelméleti vizsgálata. Budapest, Akadémiai, 1975, 135 p. (Haskó Lajossal)
- A műszaki kémia mint tudomány. Budapest, Akadémiai, 1982, 170 p. (Kliment Györgynével)

### Szépirodalmi művei
- Il figluol prodigo. Genova, Degli Orfini, 1933, 94 p.
- Marcello Cora: Emberarc; vál., előszó Szabó György, ford. Kérész Éva, Kiss Zsuzsa; Európa, Bp., 1982, 395 p.